# 王簡姬
王简姬（？—？），太原郡晋阳县（今山西省太原市）人，光祿勳王遐之女。

## 生平
王简姬以显贵的豪门世族身份被册立为会稽王司马昱王妃，生世子司马道生。永和四年（348年），王简姬与司马道生不合司马昱的心意，都被幽禁废黜，王简姬于是因为担忧而去世。咸安二年，王简姬的庶子晋孝武帝司马曜即位，于九月甲寅（372年11月6日）追尊王简姬为顺皇后，与晋简文帝司马昱合葬于高平陵，追尊王简姬父亲王遐为特进、光禄大夫，加散骑常侍。

## 延伸阅读
[在维基数据编辑]
 《晉書/卷032》，出自房玄齡《晉書》